# Papua Nuova Guinea ai Giochi della XXI Olimpiade
La Papua Nuova Guinea partecipò ai Giochi della XXI Olimpiade che si sono svolti a Montréal dal 17 luglio al 1º agosto 1976, con una delegazione di 6 atleti impegnati in tre discipline, per un totale di otto competizioni.
Fu la prima partecipazione di questo paese ai Giochi olimpici. Non fu conquistata nessuna medaglia.